# Саша Таб

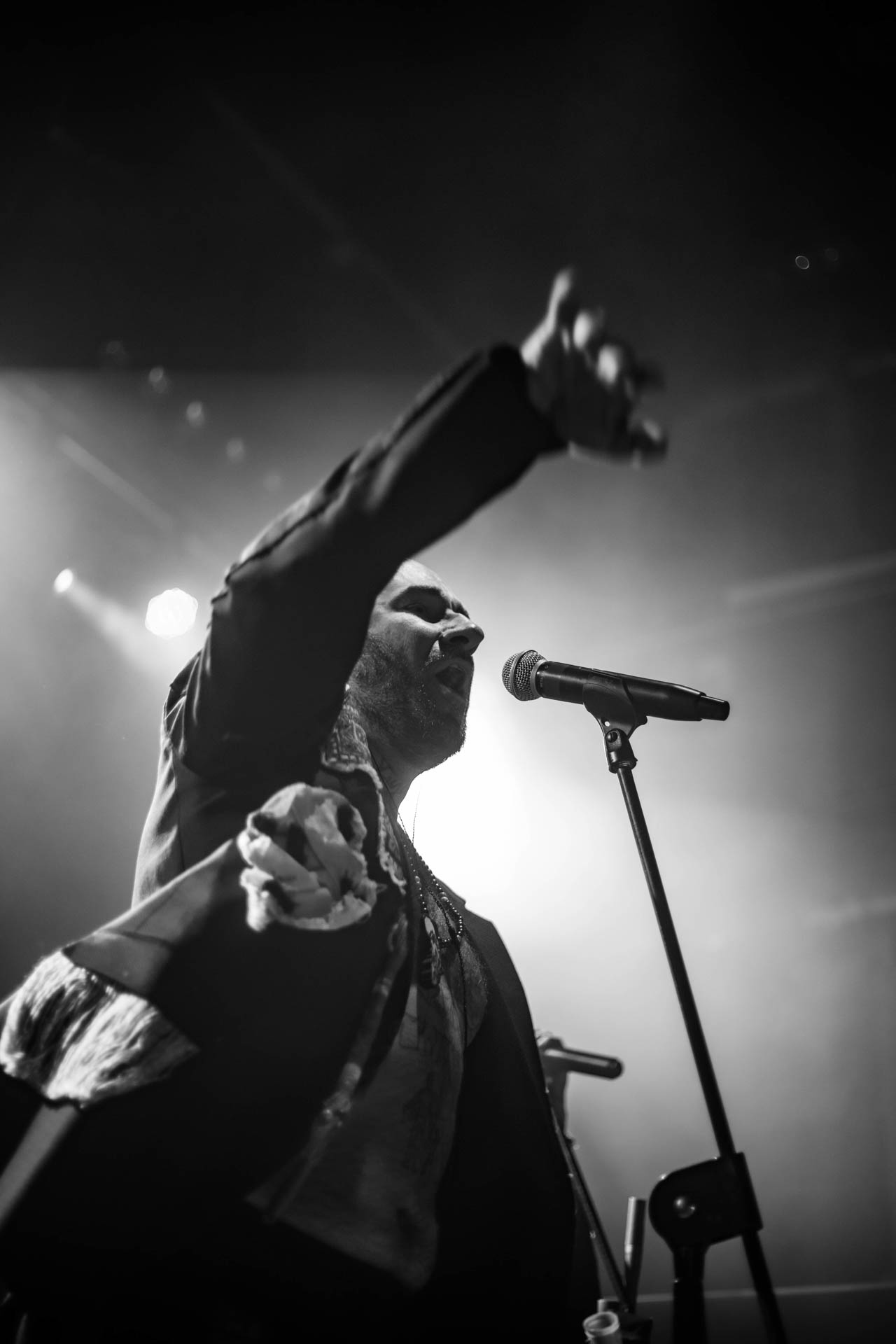
Kalush 2022 Poland

Олександр Слободяник (більш відомий як Саша Таб, нар. 1 жовтня 1987, Київ) — український музикант, вокаліст. Колишній фронтмен гурту «Сальто назад». Переможець пісенного конкурсу Євробачення 2022 у складі гурту «Kalush Orchestra».

## Життєпис
Олександр Слободяник народився 1 жовтня 1987 у Києві у родині митців. Батьки працювали художниками.
В юнацтві займався брейкдансом. Після отримання атестата зрілості Олександр навчався в Інституті Реклами за спеціальністю «Графічний дизайнер» де і отримав вищу освіту за цим фахом.
2011 року Саша Таб увійшов до складу новоствореного музичного колективу «Сальто назад». 2012 року гурт випустив перший альбом під назвою «Дерево». 2014-го — альбом «Дім». Багато кліпів на пісні Сальто Назад. 2016 року гурт випустив новий кліп на пісню «Не вмію», «О мамо» та кліп на пісню «Її». над яким спільно з режисером більшості кліпів гурту працювали режисери з Ізраїлю.
У 2019 Сальто Назад випустили альбом «Діти» на чому гурт зупинив своє існування.
 2017 року Слободяник у складі гурту став учасником Нацвідбору на Євробачення 2017 з треком «О мамо». 2019 року стався реліз останнього альбому «Сальто назад» — «Діти».
2021 року Саша Таб з'явився на сцені телепроекту «Голос країни». Тоді ж заявив, що не пов'язує себе з кар'єрою у гурті і позиціонує себе як сольного артиста.
14 травня 2022 року гурт «Kalush Orchestra», бек вокалістом в якому є Саша Таб, став переможцем пісенного конкурсу Євробачення 2022.